# Bruno Mars/Auszeichnungen für Musikverkäufe

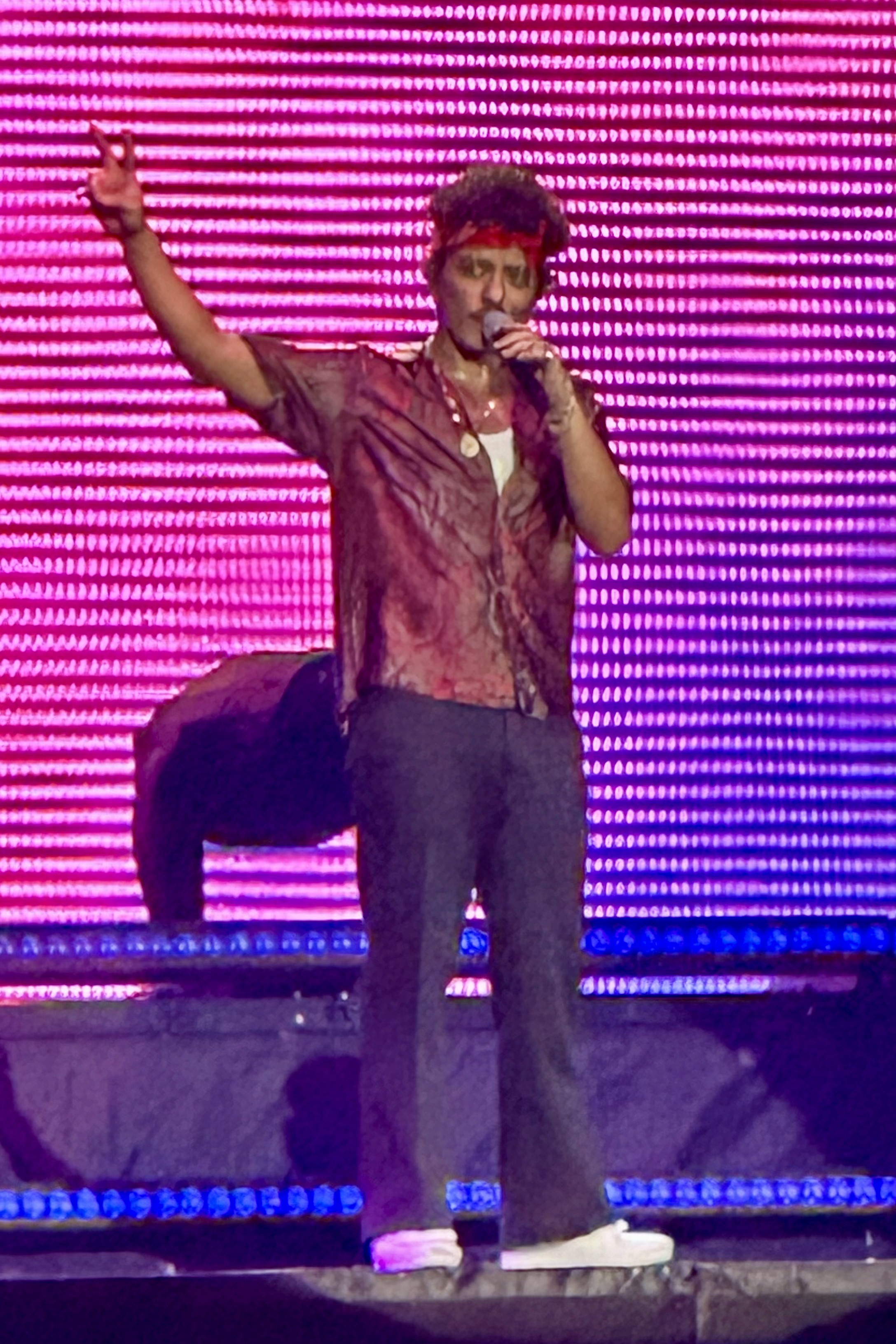
Bruno Mars (2024)

Dies ist eine Übersicht über die Auszeichnungen für Musikverkäufe des US-amerikanischen R&B-Sängers Bruno Mars. Die Auszeichnungen finden sich nach ihrer Art (Gold, Platin usw.), nach Staaten getrennt in chronologischer Reihenfolge, geordnet sowie nach den Tonträgern selbst, ebenfalls in chronologischer Reihenfolge, getrennt nach Medium (Alben, Singles usw.), wieder.

## Auszeichnungen
| - Vereinigtes Königreich - 2020: für die Single Wake Up in the Sky - 2021: für das Lied Chunky - 2022: für die Single Blow - 2022: für die Single Smokin Out the Window - 2022: für die Single Gorilla - 2022: für die Autorenbeteiligung To the Moon (Jnr Choi) - 2024: für das Lied Perm - 2025: für die Single Skate - Argentinien - 2013: für das Album Unorthodox Jukebox - Australien - 2013: für die Single Gorilla - 2014: für die Single Young Girls - 2021: für die Single Leave the Door Open - Belgien - 2011: für die Single Grenade - 2011: für die Single The Lazy Song - 2013: für die Single Young, Wild & Free - 2013: für die Single When I Was Your Man - 2013: für die Single Marry You - 2013: für das Album Unorthodox Jukebox - 2015: für die Single Treasure - 2018: für die Single Finesse (Remix) - Brasilien - 2017: für die Single Versace on the Floor - 2022: für die Autorenbeteiligung/Produktion All I Ask (Adele) - 2024: für die Single Lighters - Dänemark - 2011: für das Streaming Grenade - 2012: für das Streaming Marry You - 2012: für das Streaming It Will Rain - 2013: für die Single Mirror - 2013: für die Single Young, Wild & Free - 2019: für die Single Count On Me - 2022: für die Single Wake Up in the Sky - 2022: für die Single Nothin’ on You - 2023: für die Autorenbeteiligung/Produktion All I Ask (Adele) - 2024: für die Single Smokin Out the Window - 2024: für die Single Runaway Baby - 2024: für die Single Lighters - 2025: für die Single Please Me - Deutschland - 2011: für die Single The Lazy Song - 2012: für die Single Marry You - 2014: für die Single Treasure - 2017: für die Single Count on Me - 2017: für die Single It Will Rain - 2018: für die Single That’s What I Like - 2021: für die Single Finesse - 2022: für die Autorenbeteiligung Weg von mir (Civo) - 2023: für die Single Mirror - 2024: für das Lied Talking to the Moon - 2025: für die Single Die with a Smile - 2025: für die Single Apt. - Finnland - 2009: für die Autorenbeteiligung Right Round (Flo Rida) - Frankreich - 2013: für die Single Treasure - 2013: für die Single When I Was Your Man - 2018: für die Single Versace on the Floor - 2022: für die Single Wake Up in the Sky - 2024: für das Album An Evening with Silk Sonic - 2024: für die Single Please Me - Italien - 2010: für die Autorenbeteiligung/Produktion Wavin’ Flag (K’naan) - 2013: für die Single Nothin’ on You - 2018: für die Single Finesse (Remix) - 2022: für die Autorenbeteiligung To the Moon (Jnr Choi) - 2024: für die Single Wake Up in the Sky - Japan - 2014: für die Single Just the Way You Are (Digital) - 2014: für die Single Marry You (Digital) - 2014: für die Single Locked Out of Heaven (Digital) - 2014: für die Autorenbeteiligung Right Round (Digital, Flo Rida) - 2015: für die Single Uptown Funk (Digital) - 2017: für das Album 24K Magic - 2017: für das Album Doo-Wops & Hooligans (Digital) - 2017: für die Single 24K Magic (Digital) - 2022: für das Streaming 24K Magic - 2022: für das Streaming Uptown Funk - 2022: für das Streaming The Lazy Song - 2023: für das Streaming That’s What I Like - 2023: für das Streaming Marry You - 2023: für das Streaming Treasure - 2025: für das Streaming Talking to the Moon - 2025: für die Single Apt. - Kanada - 2014: für die Single Gorilla - 2014: für die Single Young Girls - 2022: für die Single Skate - Malaysia - 2016: für die Single Uptown Funk - Mexiko - 2012: für das Album Doo-Wops & Hooligans - 2015: für die Single Grenade - 2015: für die Single Marry You - 2015: für die Single The Lazy Song - 2015: für die Single Young, Wild & Free - 2023: für die Single Uptown Funk - Neuseeland - 2010: für die Autorenbeteiligung/Produktion Rocketeer (Far East Movement) - 2013: für die Single Young Girls - 2015: für das Lied Natalie - 2019: für das Lied Straight Up & Down - 2022: für die Single Smokin Out the Window - Niederlande - 2011: für das Album Doo-Wops & Hooligans - 2021: für die Single Leave the Door Open - 2022: für das Album An Evening with Silk Sonic - Norwegen - 2018: für das Album Bruno Mars - Österreich - 2009: für die Autorenbeteiligung Right Round (Flo Rida) - 2013: für die Single Locked Out of Heaven - 2014: für die Single Young, Wild & Free - 2014: für die Single Count on Me - 2014: für die Single Marry You - 2014: für die Single The Lazy Song - 2014: für das Album Unorthodox Jukebox - 2014: für die Autorenbeteiligung/Produktion Fuck You! (CeeLo Green) - 2015: für die Single Uptown Funk - 2022: für die Autorenbeteiligung To the Moon (Jnr Choi) - Polen - 2011: für das Album Doo-Wops & Hooligans - 2021: für die Single Finesse (Remix) - 2024: für die Single Versace on the Floor - Portugal - 2011: für das Album Doo-Wops & Hooligans - 2018: für das Album 24K Magic - 2020: für die Single Please Me - 2022: für die Single Wake Up in the Sky - 2022: für die Autorenbeteiligung/Produktion All I Ask (Adele) - 2022: für die Single Smokin Out the Window - 2022: für die Autorenbeteiligung To the Moon (Jnr Choi) - Schweden - 2012: für das Album Doo-Wops & Hooligans - 2013: für die Single Treasure - 2017: für die Single That’s What I Like - Schweiz - 2011: für die Single Marry You - 2012: für die Single It Will Rain - 2012: für die Single Young, Wild & Free - 2013: für die Single Treasure - 2015: für die Single Count on Me - 2017: für die Single 24K Magic - 2019: für die Single Finesse (Remix) - 2022: für die Autorenbeteiligung To the Moon (Jnr Choi) - Spanien - 2009: für die Autorenbeteiligung Right Round (Flo Rida) - 2013: für das Streaming When I Was Your Man - 2014: für das Streaming Treasure - 2024: für die Single Versace on the Floor - 2024: für die Autorenbeteiligung/Produktion All I Ask (Adele) - 2024: für die Single Billionaire - 2024: für die Single It Will Rain - Südafrika - 2017: für das Album 24K Magic (Seite dauerhaft nicht mehr abrufbar, festgestellt im Dezember 2024. Suche in Webarchiven) - Thailand - 2014: für das Album Unorthodox Jukebox - Ungarn - 2016: für das Album 24K Magic - Vereinigte Staaten - 2009: für den Mastertone Right Round (Flo Rida) - 2011: für die Autorenbeteiligung Hot Mess (Cobra Starship) - 2013: für die Autorenbeteiligung Bellas Finals (The Barden Bellas) - 2014: für die Single Bubble Butt - 2017: für das Lied Chunky - 2020: für die Single Liquor Store Blues - 2020: für das Lied The Other Side - Vereinigtes Königreich - 2021: für die Single Lighters - 2022: für die Single Please Me - 2024: für das Album An Evening with Silk Sonic | - Australien - 2010: für die Single Nothin’ on You - 2010: für die Autorenbeteiligung/Produktion Rocketeer (Far East Movement) - 2014: für die Autorenbeteiligung Can We Dance (The Vamps) - 2017: für das Album 24K Magic - 2019: für die Single Wake Up in the Sky - Belgien - 2011: für die Single Just the Way You Are - 2012: für das Album Doo-Wops & Hooligans - 2013: für die Single Locked Out of Heaven - 2017: für die Single 24K Magic - 2017: für die Single That’s What I Like - Brasilien - 2012: für das Album Doo-Wops & Hooligans - 2014: für das Album Unorthodox Jukebox - 2017: für das Album 24K Magic - 2022: für das Album An Evening with Silk Sonic - 2022: für die Single Skate - 2022: für die Single Smokin Out the Window - 2024: für die Autorenbeteiligung/Produktion Wavin’ Flag (K’naan) - Dänemark - 2011: für das Streaming Just the Way You Are - 2011: für das Streaming The Lazy Song - 2011: für die Single The Lazy Song - 2012: für die Autorenbeteiligung Right Round (Flo Rida) - 2013: für das Streaming Treasure - 2014: für die Autorenbeteiligung/Produktion Fuck You! (CeeLo Green) - 2021: für die Single Marry You - 2021: für die Single Finesse (Remix) - 2022: für die Single Billionaire - 2023: für die Single Leave the Door Open - 2023: für das Lied Talking to the Moon - 2024: für die Single It Will Rain - 2025: für die Single Die with a Smile - 2025: für die Single Versace on the Floor - 2025: für die Single Apt. - 2025: für das Album An Evening with Silk Sonic - Deutschland - 2013: für das Album Unorthodox Jukebox - 2013: für die Autorenbeteiligung Right Round (Flo Rida) - 2015: für die Single Uptown Funk - 2023: für die Single 24K Magic - Europa - 2013: für das Album Unorthodox Jukebox - Frankreich - 2013: für die Single Locked Out of Heaven - 2020: für die Single Grenade - 2021: für die Single Marry You - 2022: für die Autorenbeteiligung To the Moon (Jnr Choi) - 2023: für die Single Finesse (Remix) - 2023: für das Lied Talking to the Moon - Irland - 2011: für die Single Just the Way You Are - Italien - 2012: für die Single Grenade - 2014: für die Single Treasure - 2017: für die Single That’s What I Like - 2018: für die Single Versace on the Floor - 2019: für die Single Marry You - 2019: für das Album Unorthodox Jukebox - 2022: für das Album 24K Magic - 2023: für die Single Leave the Door Open - 2023: für die Autorenbeteiligung Right Round (Flo Rida) - 2024: für das Lied Talking to the Moon - 2024: für die Single Die with a Smile - 2025: für die Single Apt. - Japan - 2015: für das Album Doo-Wops & Hooligans - 2017: für das Album Unorthodox Jukebox - 2024: für das Streaming Runaway Baby - 2024: für das Streaming Just the Way You Are - Kanada - 2010: für die Single Nothin’ on You - 2018: für die Autorenbeteiligung/Produktion Rocketeer (Far East Movement) - 2022: für die Single Smokin Out the Window - 2022: für die Autorenbeteiligung To the Moon (Jnr Choi) - 2023: für die Single Blow - 2025: für das Album An Evening with Silk Sonic - Mexiko - 2015: für die Single Just the Way You Are - 2015: für die Single It Will Rain - 2018: für das Album 24K Magic - Neuseeland - 2009: für die Autorenbeteiligung Right Round (Flo Rida) - 2010: für die Autorenbeteiligung/Produktion Fuck You! (CeeLo Green) - 2015: für die Single Lighters - 2023: für das Album An Evening with Silk Sonic - Niederlande - 2015: für die Single Uptown Funk - 2017: für das Album 24K Magic - Norwegen - 2024: für die Single Die with a Smile - Österreich - 2014: für die Single Just the Way You Are - 2014: für die Single Grenade - 2025: für die Single Die with a Smile - 2025: für die Single Apt. - Polen - 2021: für die Single 24K Magic - 2023: für die Single Leave the Door Open - 2024: für die Single Wake Up in the Sky - Portugal - 2013: für das Album Unorthodox Jukebox - 2019: für die Single 24K Magic - 2020: für die Single Finesse (Remix) - 2021: für das Lied Talking to the Moon - 2022: für die Single Versace on the Floor - 2024: für die Single It Will Rain - Schweden - 2011: für die Single Lighters - 2013: für das Album Unorthodox Jukebox - 2013: für die Single When I Was Your Man - 2015: für die Single Uptown Funk - 2017: für die Single 24K Magic - Schweiz - 2011: für die Single The Lazy Song - 2011: für die Single Just the Way You Are - 2013: für die Single Locked Out of Heaven - 2013: für die Autorenbeteiligung Right Round (Flo Rida) - 2014: für die Single When I Was Your Man - 2016: für das Album Unorthodox Jukebox - 2024: für die Single Die with a Smile - Spanien - 2010: für die Autorenbeteiligung/Produktion Wavin’ Flag (K’naan) - 2013: für das Streaming Locked Out of Heaven - 2013: für das Album Unorthodox Jukebox - 2016: für das Album Doo-Wops & Hooligans - 2019: für das Album 24K Magic - 2024: für die Single Count On Me - 2024: für die Single Grenade - 2024: für die Single Leave the Door Open - 2024: für die Single Marry You - 2024: für die Single The Lazy Song - 2024: für die Single Treasure - 2024: für die Single Young, Wild & Free - 2024: für das Lied Talking to the Moon - 2025: für die Single Finesse (Remix) - Südkorea - 2025: für das Streaming Apt. - Thailand - 2014: für das Album Doo-Wops & Hooligans - Ungarn - 2013: für das Album Unorthodox Jukebox - Vereinigte Staaten - 2016: für die Autorenbeteiligung/Produktion Bow Chicka Wow Wow (Mike Posner feat. Lil Wayne) - 2017: für die Single Gorilla - 2017: für die Single Young Girls - 2020: für die Single Runaway Baby - 2022: für das Album An Evening with Silk Sonic - 2023: für die Autorenbeteiligung To the Moon (Jnr Choi) - 2025: für die Single Apt. - Vereinigtes Königreich - 2017: für die Autorenbeteiligung Right Round (Flo Rida) - 2020: für die Single Nothin’ on You - 2020: für die Autorenbeteiligung Can We Dance (The Vamps) - 2021: für die Single Young, Wild & Free - 2022: für die Single Count On Me - 2022: für die Autorenbeteiligung/Produktion All I Ask (Adele) - 2022: für die Single Leave the Door Open - 2022: für die Autorenbeteiligung/Produktion Wavin’ Flag (K’naan) - 2023: für die Single Runaway Baby - 2024: für die Single Versace on the Floor - 2024: für die Single Mirror - 2024: für die Single It Will Rain - Deutschland - 2011: für die Single Grenade - 2018: für die Autorenbeteiligung/Produktion Wavin’ Flag (K’naan) - 2023: für die Single When I Was Your Man - Australien - 2010: für die Single Billionaire - 2011: für die Single Marry You - 2012: für die Single It Will Rain - 2014: für die Single Treasure - 2019: für die Single Versace on the Floor - 2019: für die Single Mirror - Belgien - 2025: für die Single Die with a Smile - Brasilien - 2024: für die Single Mirror - Dänemark - 2012: für das Streaming Young, Wild & Free - 2012: für das Streaming Mirror - 2013: für das Streaming Locked Out of Heaven - 2013: für das Streaming When I Was Your Man - 2022: für das Album 24K Magic - 2024: für die Single That’s What I Like - 2025: für die Single 24K Magic - 2025: für die Single Treasure - Deutschland - 2023: für die Single Locked Out of Heaven - Frankreich - 2013: für das Album Doo-Wops & Hooligans - 2025: für die Single Die with a Smile - Irland - 2013: für das Album Unorthodox Jukebox - Italien - 2017: für die Single 24K Magic - 2017: für die Single When I Was Your Man - 2017: für die Single Just the Way You Are - 2019: für die Single The Lazy Song - 2024: für das Album Doo-Wops & Hooligans - Japan - 2025: für das Streaming Apt. - Kanada - 2014: für die Single Treasure - 2015: für die Single Billionaire - 2021: für die Single Versace on the Floor - 2022: für die Autorenbeteiligung/Produktion All I Ask (Adele) - 2025: für die Single Please Me - Mexiko - 2015: für die Single When I Was Your Man - 2015: für die Single Treasure - Neuseeland - 2015: für die Single Count on Me - 2023: für die Single Nothin’ on You - 2023: für die Single Wake Up in the Sky - 2024: für das Lied Chunky - 2024: für die Single Please Me - Österreich - 2025: für das Album Doo-Wops & Hooligans - Philippinen - 2014: für das Album Unorthodox Jukebox - Polen - 2024: für die Single That’s What I Like - Schweden - 2012: für die Single Young, Wild & Free - Schweiz - 2010: für die Autorenbeteiligung/Produktion Wavin’ Flag (K’naan) - 2016: für das Album Doo-Wops & Hooligans - 2025: für die Single Apt. - Singapur - 2020: für das Album 24K Magic - 2021: für das Album Unorthodox Jukebox - Spanien - 2017: für die Single 24K Magic - 2024: für die Single That’s What I Like - 2025: für die Single Die with a Smile - 2025: für die Single Apt. - Vereinigte Staaten - 2012: für die Single Lighters - 2020: für das Lied Talking to the Moon - 2021: für die Single Versace on the Floor - 2021: für die Single Leave the Door Open - 2023: für die Single Smokin Out the Window - Vereinigtes Königreich - 2021: für die Single The Lazy Song - 2022: für die Single Marry You - 2023: für das Album 24K Magic - 2024: für die Single Finesse (Remix) - 2024: für die Single Treasure - 2025: für die Single Die with a Smile - 2025: für die Single Billionaire - 2025: für die Single Apt. | - Deutschland - 2013: für das Album Doo-Wops & Hooligans - 2022: für die Single Young, Wild & Free - 2023: für die Single Just the Way You Are - Mexiko - 2014: für das Album Unorthodox Jukebox - Australien - 2010: für die Autorenbeteiligung Right Round (Flo Rida) - 2011: für die Autorenbeteiligung/Produktion Fuck You! (CeeLo Green) - 2012: für die Single Count on Me - 2013: für das Album Unorthodox Jukebox - 2019: für die Single Finesse (Remix) - 2021: für die Single Lighters - 2025: für die Single Please Me - Belgien - 2016: für die Single Uptown Funk - Dänemark - 2022: für die Single Uptown Funk - 2023: für die Single When I Was Your Man - 2023: für die Single Just the Way You Are - 2023: für die Single Grenade - 2024: für die Single Locked Out of Heaven - Europa - 2014: für das Album Doo-Wops & Hooligans - Frankreich - 2023: für das Album 24K Magic - Griechenland - 2025: für die Single Die with a Smile - Italien - 2014: für die Single Locked Out of Heaven - 2019: für die Single Young, Wild & Free - Kanada - 2010: für die Autorenbeteiligung/Produktion Wavin’ Flag (K’naan) - 2013: für die Single It Will Rain - 2013: für die Single Young, Wild & Free - 2014: für das Album Unorthodox Jukebox - 2014: für die Single Marry You - 2021: für das Album 24K Magic - 2022: für die Single Leave the Door Open - Neuseeland - 2023: für die Single Treasure - 2023: für die Single The Lazy Song - 2023: für die Single Marry You - 2023: für die Single Versace on the Floor - 2024: für die Single It Will Rain - 2024: für die Single Billionaire - 2024: für das Lied Talking to the Moon - 2025: für die Single Apt. - Norwegen - 2015: für die Single Uptown Funk - Polen - 2024: für die Single Die with a Smile - 2025: für die Single Apt. - Portugal - 2023: für die Single Leave the Door Open - Schweden - 2013: für die Single Locked Out of Heaven - Schweiz - 2013: für die Single Grenade - Spanien - 2024: für die Single Locked Out of Heaven - 2024: für die Single Just the Way You Are - Vereinigte Staaten - 2018: für das Album 24K Magic - 2020: für die Single Please Me - 2020: für die Single Count on Me - Vereinigtes Königreich - 2024: für die Autorenbeteiligung/Produktion Fuck You! (CeeLo Green) - 2025: für die Single 24K Magic - 2025: für die Single That’s What I Like - Zentralamerika - 2025: für die Single Die with a Smile - Mexiko - 2015: für die Single Locked Out of Heaven - Australien - 2017: für die Single That’s What I Like - Dänemark - 2025: für das Album Unorthodox Jukebox - Irland - 2011: für das Album Doo-Wops & Hooligans - Kanada - 2012: für die Autorenbeteiligung Right Round (Flo Rida) - 2012: für die Autorenbeteiligung/Produktion Fuck You! (CeeLo Green) - 2013: für die Single The Lazy Song - 2025: für die Single Die with a Smile - Neuseeland - 2024: für die Single Leave the Door Open - 2025: für die Single Die with a Smile - Portugal - 2024: für die Single That’s What I Like - 2024: für die Single Just the Way You Are - 2025: für die Single Apt. - Singapur - 2021: für das Album Doo-Wops & Hooligans - Spanien - 2016: für die Single Uptown Funk - 2025: für die Single When I Was Your Man - Vereinigte Staaten - 2019: für die Single Finesse (Remix) - 2019: für die Single Billionaire - 2020: für die Single Marry You - 2022: für die Single Mirror - Vereinigtes Königreich - 2024: für die Single When I Was Your Man - 2025: für die Single Locked Out of Heaven - 2025: für das Album Unorthodox Jukebox - 2025: für die Single Grenade - Australien - 2018: für die Single The Lazy Song - 2018: für die Single Young, Wild & Free - 2019: für die Single 24K Magic - Italien - 2017: für die Single Uptown Funk - Kanada - 2014: für die Single Locked Out of Heaven - 2025: für die Single Apt. - Neuseeland - 2024: für die Single 24K Magic - 2024: für die Single Grenade - 2025: für die Single Finesse (Remix) - Portugal - 2025: für die Single Locked Out of Heaven - Vereinigte Staaten - 2018: für die Single 24K Magic - 2019: für die Single It Will Rain - 2021: für die Single Treasure - Vereinigtes Königreich - 2024: für die Single Just the Way You Are - Australien - 2018: für die Single When I Was Your Man - 2025: für die Single Die with a Smile - Kanada - 2014: für die Single Grenade - 2021: für die Single 24K Magic - Neuseeland - 2024: für das Album 24K Magic - 2025: für die Single Locked Out of Heaven - 2025: für die Single When I Was Your Man - 2025: für die Single Young, Wild & Free - Portugal - 2025: für die Single When I Was Your Man - 2025: für die Single Die with a Smile - Vereinigte Staaten - 2019: für die Single Young, Wild & Free - 2021: für das Album Unorthodox Jukebox - 2023: für die Single Wake Up in the Sky - 2024: für die Single Nothin’ on You - Australien - 2018: für die Single Just the Way You Are - 2018: für die Single Grenade - 2018: für die Single Locked Out of Heaven - Dänemark - 2025: für das Album Doo-Wops & Hooligans - Kanada - 2021: für die Single That’s What I Like - Neuseeland - 2024: für das Album Unorthodox Jukebox - 2024: für die Single Just the Way You Are - Vereinigte Staaten - 2016: für die Autorenbeteiligung/Produktion Fuck You! (CeeLo Green) - 2020: für die Single The Lazy Song - 2021: für das Album Doo-Wops & Hooligans - Vereinigtes Königreich - 2022: für das Album Doo-Wops & Hooligans - 2024: für die Single Uptown Funk - Australien - 2025: für die Single Apt. - 2025: für das Album Doo-Wops & Hooligans - Neuseeland - 2025: für die Single That’s What I Like - Vereinigte Staaten - 2024: für die Autorenbeteiligung Right Round (Flo Rida) - Kanada - 2021: für die Single When I Was Your Man - Neuseeland - 2025: für die Single Uptown Funk - Vereinigte Staaten - 2016: für die Single Uptown Funk - 2021: für die Single When I Was Your Man - Neuseeland - 2025: für das Album Doo-Wops & Hooligans - Vereinigte Staaten - 2021: für die Single Just the Way You Are - Australien - 2022: für die Single Uptown Funk - Brasilien - 2017: für die Single 24K Magic - 2017: für die Single That’s What I Like - Frankreich - 2013: für das Album Unorthodox Jukebox - 2015: für die Single Uptown Funk - 2017: für die Single 24K Magic - 2024: für die Single That’s What I Like - 2024: für die Single Leave the Door Open - 2024: für die Single The Lazy Song - 2025: für die Single Apt. - Kanada - 2016: für die Single Uptown Funk - 2021: für die Single Just the Way You Are - 2025: für das Album Doo-Wops & Hooligans - Vereinigte Staaten - 2020: für die Single Grenade - 2021: für die Single That’s What I Like - 2022: für die Single Locked Out of Heaven - Brasilien - 2022: für die Single Leave the Door Open - Mexiko - 2023: für die Single Uptown Funk - Philippinen - 2014: für das Album Doo-Wops & Hooligans - Brasilien - 2025: für die Single Die with a Smile |

## Auszeichnungen nach Alben

### Doo-Wops & Hooligans
| Land/Region                  | Auszeichnungen für Musikverkäufe (Land/Region, Auszeichnung, Verkäufe) | Verkäufe    |
| ---------------------------- | ---------------------------------------------------------------------- | ----------- |
| Australien (ARIA)            | 8× Platin                                                              | 560.000     |
| Belgien (BRMA)               | Platin                                                                 | 30.000      |
| Brasilien (PMB)              | Platin                                                                 | 40.000      |
| Dänemark (IFPI)              | 7× Platin                                                              | 140.000     |
| Deutschland (BVMI)           | 5× Gold                                                                | 500.000     |
| Europa (IFPI)                | 3× Platin                                                              | (3.000.000) |
| Frankreich (SNEP)            | 2× Platin                                                              | 200.000     |
| Irland (IRMA)                | 4× Platin                                                              | 60.000      |
| Italien (FIMI)               | 2× Platin                                                              | 100.000     |
| Japan (RIAJ)                 | Platin (Physisch) · + Gold (Digital)                                   | 350.000     |
| Kanada (MC)                  | Diamant                                                                | 800.000     |
| Mexiko (AMPROFON)            | Gold                                                                   | 30.000      |
| Neuseeland (RMNZ)            | 12× Platin                                                             | 180.000     |
| Niederlande (NVPI)           | Gold                                                                   | 25.000      |
| Österreich (IFPI)            | 2× Platin                                                              | 40.000      |
| Philippinen (PARI)           | 2× Diamant                                                             | 300.000     |
| Polen (ZPAV)                 | Gold                                                                   | 10.000      |
| Portugal (AFP)               | Gold                                                                   | 7.500       |
| Schweden (IFPI)              | Gold                                                                   | 20.000      |
| Schweiz (IFPI)               | 2× Platin                                                              | 60.000      |
| Singapur (RIAS)              | 4× Platin                                                              | 40.000      |
| Spanien (Promusicae)         | Platin                                                                 | 60.000      |
| Thailand (TECA)              | Platin                                                                 | 10.000      |
| Vereinigte Staaten (RIAA)    | 7× Platin                                                              | 7.000.000   |
| Vereinigtes Königreich (BPI) | 7× Platin                                                              | 2.100.000   |
| Insgesamt                    | 7× Gold · 67× Platin · 3× Diamant ·                                    | 12.662.500  |

### Unorthodox Jukebox
| Land/Region                  | Auszeichnungen für Musikverkäufe (Land/Region, Auszeichnung, Verkäufe) | Verkäufe    |
| ---------------------------- | ---------------------------------------------------------------------- | ----------- |
| Argentinien (CAPIF)          | Gold                                                                   | 15.000      |
| Australien (ARIA)            | 3× Platin                                                              | 210.000     |
| Belgien (BRMA)               | Gold                                                                   | 15.000      |
| Brasilien (PMB)              | Platin                                                                 | 40.000      |
| Dänemark (IFPI)              | 4× Platin                                                              | 80.000      |
| Deutschland (BVMI)           | Platin                                                                 | 200.000     |
| Europa (IFPI)                | Platin                                                                 | (1.000.000) |
| Frankreich (SNEP)            | Diamant                                                                | 500.000     |
| Irland (IRMA)                | 2× Platin                                                              | 30.000      |
| Italien (FIMI)               | Platin                                                                 | 50.000      |
| Japan (RIAJ)                 | Platin                                                                 | 250.000     |
| Kanada (MC)                  | 3× Platin                                                              | 240.000     |
| Mexiko (AMPROFON)            | 5× Gold                                                                | 150.000     |
| Neuseeland (RMNZ)            | 7× Platin                                                              | 105.000     |
| Österreich (IFPI)            | Gold                                                                   | 10.000      |
| Philippinen (PARI)           | 2× Platin                                                              | 30.000      |
| Portugal (AFP)               | Platin                                                                 | 15.000      |
| Schweden (IFPI)              | Platin                                                                 | 40.000      |
| Schweiz (IFPI)               | Platin                                                                 | 20.000      |
| Singapur (RIAS)              | 2× Platin                                                              | 20.000      |
| Spanien (Promusicae)         | Platin                                                                 | 40.000      |
| Thailand (TECA)              | Gold                                                                   | 5.000       |
| Ungarn (MAHASZ)              | Platin                                                                 | 6.000       |
| Vereinigte Staaten (RIAA)    | 6× Platin                                                              | 6.000.000   |
| Vereinigtes Königreich (BPI) | 4× Platin                                                              | 1.200.000   |
| Insgesamt                    | 5× Gold · 45× Platin · 1× Diamant ·                                    | 9.271.000   |

### 24K Magic
| Land/Region                  | Auszeichnungen für Musikverkäufe (Land/Region, Auszeichnung, Verkäufe) | Verkäufe  |
| ---------------------------- | ---------------------------------------------------------------------- | --------- |
| Australien (ARIA)            | Platin                                                                 | 70.000    |
| Brasilien (PMB)              | Platin                                                                 | 40.000    |
| Dänemark (IFPI)              | 2× Platin                                                              | 40.000    |
| Frankreich (SNEP)            | 3× Platin                                                              | 300.000   |
| Italien (FIMI)               | Platin                                                                 | 50.000    |
| Japan (RIAJ)                 | Gold                                                                   | 100.000   |
| Kanada (MC)                  | 3× Platin                                                              | 240.000   |
| Mexiko (AMPROFON)            | Platin                                                                 | 60.000    |
| Neuseeland (RMNZ)            | 6× Platin                                                              | 90.000    |
| Niederlande (NVPI)           | Platin                                                                 | 40.000    |
| Portugal (AFP)               | Gold                                                                   | 7.500     |
| Singapur (RIAS)              | 2× Platin                                                              | 20.000    |
| Spanien (Promusicae)         | Platin                                                                 | 40.000    |
| Südafrika (RISA)             | Gold                                                                   | 15.000    |
| Ungarn (MAHASZ)              | Gold                                                                   | 1.000     |
| Vereinigte Staaten (RIAA)    | 3× Platin                                                              | 3.000.000 |
| Vereinigtes Königreich (BPI) | 2× Platin                                                              | 600.000   |
| Insgesamt                    | 4× Gold · 27× Platin ·                                                 | 4.713.500 |

### Bruno Mars
| Land/Region     | Auszeichnungen für Musikverkäufe (Land/Region, Auszeichnung, Verkäufe) | Verkäufe |
| --------------- | ---------------------------------------------------------------------- | -------- |
| Norwegen (IFPI) | Gold                                                                   | 15.000   |
| Insgesamt       | 1× Gold ·                                                              | 15.000   |

### An Evening with Silk Sonic
| Land/Region                  | Auszeichnungen für Musikverkäufe (Land/Region, Auszeichnung, Verkäufe) | Verkäufe  |
| ---------------------------- | ---------------------------------------------------------------------- | --------- |
| Brasilien (PMB)              | Platin                                                                 | 40.000    |
| Dänemark (IFPI)              | Platin                                                                 | 20.000    |
| Frankreich (SNEP)            | Gold                                                                   | 50.000    |
| Kanada (MC)                  | Platin                                                                 | 80.000    |
| Neuseeland (RMNZ)            | Platin                                                                 | 15.000    |
| Niederlande (NVPI)           | Gold                                                                   | 20.000    |
| Vereinigte Staaten (RIAA)    | Platin                                                                 | 1.000.000 |
| Vereinigtes Königreich (BPI) | Gold                                                                   | 100.000   |
| Insgesamt                    | 3× Gold · 5× Platin ·                                                  | 1.325.000 |

## Auszeichnungen nach Singles

### Nothin’ on You
| Land/Region                  | Auszeichnungen für Musikverkäufe (Land/Region, Auszeichnung, Verkäufe) | Verkäufe  |
| ---------------------------- | ---------------------------------------------------------------------- | --------- |
| Australien (ARIA)            | Platin                                                                 | 70.000    |
| Dänemark (IFPI)              | Gold                                                                   | 45.000    |
| Kanada (MC)                  | Platin                                                                 | 80.000    |
| Italien (FIMI)               | Gold                                                                   | 15.000    |
| Neuseeland (RMNZ)            | 2× Platin                                                              | 60.000    |
| Südkorea (KMCA)              | —                                                                      | 1.228.455 |
| Vereinigte Staaten (RIAA)    | 6× Platin                                                              | 6.000.000 |
| Vereinigtes Königreich (BPI) | Platin                                                                 | 600.000   |
| Insgesamt                    | 2× Gold · 11× Platin ·                                                 | 8.098.455 |

### Billionaire
| Land/Region                  | Auszeichnungen für Musikverkäufe (Land/Region, Auszeichnung, Verkäufe) | Verkäufe  |
| ---------------------------- | ---------------------------------------------------------------------- | --------- |
| Australien (ARIA)            | 2× Platin                                                              | 140.000   |
| Dänemark (IFPI)              | Platin                                                                 | 90.000    |
| Kanada (MC)                  | 2× Platin                                                              | 160.000   |
| Neuseeland (RMNZ)            | 3× Platin                                                              | 90.000    |
| Spanien (Promusicae)         | Gold                                                                   | 30.000    |
| Südkorea (KMCA)              | —                                                                      | 71.827    |
| Vereinigte Staaten (RIAA)    | 4× Platin                                                              | 4.000.000 |
| Vereinigtes Königreich (BPI) | 2× Platin                                                              | 1.200.000 |
| Insgesamt                    | 1× Gold · 14× Platin ·                                                 | 5.781.827 |

### Just the Way You Are
| Land/Region                  | Auszeichnungen für Musikverkäufe (Land/Region, Auszeichnung, Verkäufe) | Verkäufe   |
| ---------------------------- | ---------------------------------------------------------------------- | ---------- |
| Australien (ARIA)            | 7× Platin                                                              | 490.000    |
| Belgien (BRMA)               | Platin                                                                 | 30.000     |
| Dänemark (IFPI)              | 3× Platin                                                              | 270.000    |
| Deutschland (BVMI)           | 5× Gold                                                                | 750.000    |
| Frankreich (SNEP)            | —                                                                      | 45.200     |
| Irland (IRMA)                | Platin                                                                 | 15.000     |
| Italien (FIMI)               | 2× Platin                                                              | 100.000    |
| Japan (RIAJ)                 | Gold                                                                   | 100.000    |
| Kanada (MC)                  | Diamant                                                                | 800.000    |
| Mexiko (AMPROFON)            | Platin                                                                 | 60.000     |
| Neuseeland (RMNZ)            | 7× Platin                                                              | 210.000    |
| Österreich (IFPI)            | Platin                                                                 | 30.000     |
| Portugal (AFP)               | 4× Platin                                                              | 40.000     |
| Spanien (Promusicae)         | 3× Platin                                                              | 180.000    |
| Schweiz (IFPI)               | Platin                                                                 | 30.000     |
| Südkorea (KMCA)              | —                                                                      | 176.784    |
| Vereinigte Staaten (RIAA)    | 13× Platin                                                             | 13.000.000 |
| Vereinigtes Königreich (BPI) | 5× Platin                                                              | 3.000.000  |
| Insgesamt                    | 2× Gold · 41× Platin · 2× Diamant ·                                    | 19.266.984 |

### Liquor Store Blues
| Land/Region               | Auszeichnungen für Musikverkäufe (Land/Region, Auszeichnung, Verkäufe) | Verkäufe |
| ------------------------- | ---------------------------------------------------------------------- | -------- |
| Vereinigte Staaten (RIAA) | Gold                                                                   | 500.000  |
| Insgesamt                 | 1× Gold ·                                                              | 500.000  |

### Grenade
| Land/Region                  | Auszeichnungen für Musikverkäufe (Land/Region, Auszeichnung, Verkäufe) | Verkäufe   |
| ---------------------------- | ---------------------------------------------------------------------- | ---------- |
| Australien (ARIA)            | 7× Platin                                                              | 490.000    |
| Belgien (BRMA)               | Gold                                                                   | 15.000     |
| Dänemark (IFPI)              | 3× Platin                                                              | 270.000    |
| Deutschland (BVMI)           | 3× Gold                                                                | 450.000    |
| Frankreich (SNEP)            | Platin                                                                 | 200.000    |
| Italien (FIMI)               | Platin                                                                 | 30.000     |
| Kanada (MC)                  | 6× Platin                                                              | 480.000    |
| Mexiko (AMPROFON)            | Gold                                                                   | 30.000     |
| Neuseeland (RMNZ)            | 5× Platin                                                              | 150.000    |
| Österreich (IFPI)            | Platin                                                                 | 30.000     |
| Schweiz (IFPI)               | 3× Platin                                                              | 90.000     |
| Spanien (Promusicae)         | Platin                                                                 | 60.000     |
| Vereinigte Staaten (RIAA)    | Diamant                                                                | 10.000.000 |
| Vereinigtes Königreich (BPI) | 4× Platin                                                              | 2.400.000  |
| Insgesamt                    | 3× Gold · 33× Platin · 1× Diamant ·                                    | 14.695.000 |

### Marry You
| Land/Region                  | Auszeichnungen für Musikverkäufe (Land/Region, Auszeichnung, Verkäufe) | Verkäufe  |
| ---------------------------- | ---------------------------------------------------------------------- | --------- |
| Australien (ARIA)            | 2× Platin                                                              | 140.000   |
| Belgien (BRMA)               | Gold                                                                   | 15.000    |
| Dänemark (IFPI)              | Platin                                                                 | 90.000    |
| Deutschland (BVMI)           | Gold                                                                   | 150.000   |
| Frankreich (SNEP)            | Platin                                                                 | 200.000   |
| Italien (FIMI)               | Platin                                                                 | 50.000    |
| Japan (RIAJ)                 | Gold                                                                   | 100.000   |
| Kanada (MC)                  | 3× Platin                                                              | 240.000   |
| Mexiko (AMPROFON)            | Gold                                                                   | 30.000    |
| Neuseeland (RMNZ)            | 3× Platin                                                              | 90.000    |
| Österreich (IFPI)            | Gold                                                                   | 15.000    |
| Schweiz (IFPI)               | Gold                                                                   | 15.000    |
| Spanien (Promusicae)         | Platin                                                                 | 60.000    |
| Vereinigte Staaten (RIAA)    | 4× Platin                                                              | 4.000.000 |
| Vereinigtes Königreich (BPI) | 2× Platin                                                              | 1.200.000 |
| Insgesamt                    | 6× Gold · 18× Platin ·                                                 | 6.395.000 |

### The Lazy Song
| Land/Region                  | Auszeichnungen für Musikverkäufe (Land/Region, Auszeichnung, Verkäufe) | Verkäufe  |
| ---------------------------- | ---------------------------------------------------------------------- | --------- |
| Australien (ARIA)            | 5× Platin                                                              | 350.000   |
| Belgien (BRMA)               | Gold                                                                   | 15.000    |
| Dänemark (IFPI)              | Platin                                                                 | 30.000    |
| Deutschland (BVMI)           | Gold                                                                   | 150.000   |
| Frankreich (SNEP)            | Diamant                                                                | 333.333   |
| Italien (FIMI)               | 2× Platin                                                              | 100.000   |
| Kanada (MC)                  | 4× Platin                                                              | 320.000   |
| Mexiko (AMPROFON)            | Gold                                                                   | 30.000    |
| Neuseeland (RMNZ)            | 3× Platin                                                              | 90.000    |
| Österreich (IFPI)            | Gold                                                                   | 15.000    |
| Schweiz (IFPI)               | Platin                                                                 | 30.000    |
| Spanien (Promusicae)         | Platin                                                                 | 60.000    |
| Vereinigte Staaten (RIAA)    | 7× Platin                                                              | 7.000.000 |
| Vereinigtes Königreich (BPI) | 2× Platin                                                              | 1.200.000 |
| Insgesamt                    | 4× Gold · 26× Platin · 1× Diamant ·                                    | 9.425.333 |

### Lighters
| Land/Region                  | Auszeichnungen für Musikverkäufe (Land/Region, Auszeichnung, Verkäufe) | Verkäufe  |
| ---------------------------- | ---------------------------------------------------------------------- | --------- |
| Australien (ARIA)            | 3× Platin                                                              | 210.000   |
| Brasilien (PMB)              | Gold                                                                   | 30.000    |
| Dänemark (IFPI)              | Gold                                                                   | 45.000    |
| Frankreich (SNEP)            | —                                                                      | 40.900    |
| Neuseeland (RMNZ)            | Platin                                                                 | 15.000    |
| Schweden (IFPI)              | Platin                                                                 | 40.000    |
| Vereinigte Staaten (RIAA)    | 2× Platin                                                              | 2.208.000 |
| Vereinigtes Königreich (BPI) | Gold                                                                   | 400.000   |
| Insgesamt                    | 3× Gold · 7× Platin ·                                                  | 2.988.900 |

### Mirror
| Land/Region                  | Auszeichnungen für Musikverkäufe (Land/Region, Auszeichnung, Verkäufe) | Verkäufe  |
| ---------------------------- | ---------------------------------------------------------------------- | --------- |
| Australien (ARIA)            | 2× Platin                                                              | 140.000   |
| Brasilien (PMB)              | 2× Platin                                                              | 120.000   |
| Dänemark (IFPI)              | Gold                                                                   | 15.000    |
| Deutschland (BVMI)           | Gold                                                                   | 150.000   |
| Vereinigte Staaten (RIAA)    | 4× Platin                                                              | 4.000.000 |
| Vereinigtes Königreich (BPI) | Platin                                                                 | 600.000   |
| Insgesamt                    | 2× Gold · 9× Platin ·                                                  | 5.025.000 |

### It Will Rain
| Land/Region                  | Auszeichnungen für Musikverkäufe (Land/Region, Auszeichnung, Verkäufe) | Verkäufe  |
| ---------------------------- | ---------------------------------------------------------------------- | --------- |
| Australien (ARIA)            | 2× Platin                                                              | 140.000   |
| Dänemark (IFPI)              | Platin                                                                 | 90.000    |
| Deutschland (BVMI)           | Gold                                                                   | 150.000   |
| Kanada (MC)                  | 3× Platin                                                              | 240.000   |
| Mexiko (AMPROFON)            | Platin                                                                 | 60.000    |
| Neuseeland (RMNZ)            | 3× Platin                                                              | 90.000    |
| Portugal (AFP)               | Platin                                                                 | 10.000    |
| Schweiz (IFPI)               | Gold                                                                   | 15.000    |
| Spanien (Promusicae)         | Gold                                                                   | 30.000    |
| Vereinigte Staaten (RIAA)    | 5× Platin                                                              | 5.000.000 |
| Vereinigtes Königreich (BPI) | Platin                                                                 | 600.000   |
| Insgesamt                    | 3× Gold · 17× Platin ·                                                 | 6.445.000 |

### Young, Wild & Free
| Land/Region                  | Auszeichnungen für Musikverkäufe (Land/Region, Auszeichnung, Verkäufe) | Verkäufe  |
| ---------------------------- | ---------------------------------------------------------------------- | --------- |
| Australien (ARIA)            | 5× Platin                                                              | 350.000   |
| Belgien (BRMA)               | Gold                                                                   | 15.000    |
| Dänemark (IFPI)              | Gold                                                                   | 15.000    |
| Deutschland (BVMI)           | 5× Gold                                                                | 750.000   |
| Frankreich (SNEP)            | —                                                                      | 69.900    |
| Kanada (MC)                  | 3× Platin                                                              | 240.000   |
| Italien (FIMI)               | 3× Platin                                                              | 150.000   |
| Mexiko (AMPROFON)            | Gold                                                                   | 30.000    |
| Neuseeland (RMNZ)            | 6× Platin                                                              | 180.000   |
| Österreich (IFPI)            | Gold                                                                   | 15.000    |
| Schweden (IFPI)              | 2× Platin                                                              | 80.000    |
| Schweiz (IFPI)               | Gold                                                                   | 15.000    |
| Spanien (Promusicae)         | Platin                                                                 | 60.000    |
| Vereinigte Staaten (RIAA)    | 6× Platin                                                              | 6.000.000 |
| Vereinigtes Königreich (BPI) | Platin                                                                 | 600.000   |
| Insgesamt                    | 6× Gold · 29× Platin ·                                                 | 8.569.900 |

### Count on Me
| Land/Region                  | Auszeichnungen für Musikverkäufe (Land/Region, Auszeichnung, Verkäufe) | Verkäufe  |
| ---------------------------- | ---------------------------------------------------------------------- | --------- |
| Australien (ARIA)            | 3× Platin                                                              | 210.000   |
| Dänemark (IFPI)              | Gold                                                                   | 45.000    |
| Deutschland (BVMI)           | Gold                                                                   | 150.000   |
| Neuseeland (RMNZ)            | 2× Platin                                                              | 30.000    |
| Österreich (IFPI)            | Gold                                                                   | 15.000    |
| Schweiz (IFPI)               | Gold                                                                   | 15.000    |
| Spanien (Promusicae)         | Platin                                                                 | 60.000    |
| Vereinigte Staaten (RIAA)    | 3× Platin                                                              | 3.000.000 |
| Vereinigtes Königreich (BPI) | Platin                                                                 | 600.000   |
| Insgesamt                    | 4× Gold · 10× Platin ·                                                 | 4.125.000 |

### Runaway Baby
| Land/Region                  | Auszeichnungen für Musikverkäufe (Land/Region, Auszeichnung, Verkäufe) | Verkäufe  |
| ---------------------------- | ---------------------------------------------------------------------- | --------- |
| Dänemark (IFPI)              | Gold                                                                   | 45.000    |
| Vereinigte Staaten (RIAA)    | Platin                                                                 | 1.000.000 |
| Vereinigtes Königreich (BPI) | Platin                                                                 | 600.000   |
| Insgesamt                    | 1× Gold · 2× Platin ·                                                  | 1.645.000 |

### Locked Out of Heaven
| Land/Region                  | Auszeichnungen für Musikverkäufe (Land/Region, Auszeichnung, Verkäufe) | Verkäufe   |
| ---------------------------- | ---------------------------------------------------------------------- | ---------- |
| Australien (ARIA)            | 7× Platin                                                              | 420.000    |
| Belgien (BRMA)               | Platin                                                                 | 30.000     |
| Dänemark (IFPI)              | 3× Platin                                                              | 270.000    |
| Deutschland (BVMI)           | 2× Platin                                                              | 600.000    |
| Frankreich (SNEP)            | Platin                                                                 | 227.200    |
| Italien (FIMI)               | 3× Platin                                                              | 90.000     |
| Japan (RIAJ)                 | Gold                                                                   | 100.000    |
| Kanada (MC)                  | 5× Platin                                                              | 400.000    |
| Mexiko (AMPROFON)            | 7× Gold                                                                | 210.000    |
| Neuseeland (RMNZ)            | 6× Platin                                                              | 180.000    |
| Österreich (IFPI)            | Gold                                                                   | 15.000     |
| Portugal (AFP)               | 5× Platin                                                              | 50.000     |
| Schweden (IFPI)              | 3× Platin                                                              | 120.000    |
| Schweiz (IFPI)               | Platin                                                                 | 30.000     |
| Spanien (Promusicae)         | 3× Platin                                                              | 180.000    |
| Vereinigte Staaten (RIAA)    | Diamant                                                                | 10.000.000 |
| Vereinigtes Königreich (BPI) | 4× Platin                                                              | 2.400.000  |
| Insgesamt                    | 3× Gold · 47× Platin · 1× Diamant ·                                    | 15.322.200 |

### When I Was Your Man
| Land/Region                  | Auszeichnungen für Musikverkäufe (Land/Region, Auszeichnung, Verkäufe) | Verkäufe   |
| ---------------------------- | ---------------------------------------------------------------------- | ---------- |
| Australien (ARIA)            | 6× Platin                                                              | 420.000    |
| Belgien (BRMA)               | Gold                                                                   | 15.000     |
| Dänemark (IFPI)              | 3× Platin                                                              | 270.000    |
| Deutschland (BVMI)           | 3× Gold                                                                | 450.000    |
| Frankreich (SNEP)            | Gold                                                                   | 82.900     |
| Italien (FIMI)               | 2× Platin                                                              | 100.000    |
| Kanada (MC)                  | 9× Platin                                                              | 720.000    |
| Mexiko (AMPROFON)            | 2× Platin                                                              | 120.000    |
| Neuseeland (RMNZ)            | 6× Platin                                                              | 180.000    |
| Portugal (AFP)               | 6× Platin                                                              | 60.000     |
| Schweden (IFPI)              | Platin                                                                 | 40.000     |
| Schweiz (IFPI)               | Platin                                                                 | 30.000     |
| Spanien (Promusicae)         | 4× Platin                                                              | 240.000    |
| Vereinigte Staaten (RIAA)    | 11× Platin                                                             | 11.000.000 |
| Vereinigtes Königreich (BPI) | 4× Platin                                                              | 2.400.000  |
| Insgesamt                    | 3× Gold · 47× Platin · 1× Diamant ·                                    | 16.407.900 |

### Treasure
| Land/Region                  | Auszeichnungen für Musikverkäufe (Land/Region, Auszeichnung, Verkäufe) | Verkäufe  |
| ---------------------------- | ---------------------------------------------------------------------- | --------- |
| Australien (ARIA)            | 2× Platin                                                              | 140.000   |
| Belgien (BRMA)               | Gold                                                                   | 15.000    |
| Dänemark (IFPI)              | 2× Platin                                                              | 180.000   |
| Deutschland (BVMI)           | Gold                                                                   | 150.000   |
| Frankreich (SNEP)            | Gold                                                                   | 96.500    |
| Italien (FIMI)               | Platin                                                                 | 30.000    |
| Kanada (MC)                  | 2× Platin                                                              | 160.000   |
| Mexiko (AMPROFON)            | 2× Platin                                                              | 120.000   |
| Neuseeland (RMNZ)            | 3× Platin                                                              | 90.000    |
| Schweden (IFPI)              | Gold                                                                   | 20.000    |
| Schweiz (IFPI)               | Gold                                                                   | 15.000    |
| Spanien (Promusicae)         | Platin                                                                 | 60.000    |
| Vereinigte Staaten (RIAA)    | 5× Platin                                                              | 5.000.000 |
| Vereinigtes Königreich (BPI) | 2× Platin                                                              | 1.200.000 |
| Insgesamt                    | 5× Gold · 20× Platin ·                                                 | 7.276.500 |

### Bubble Butt
| Land/Region               | Auszeichnungen für Musikverkäufe (Land/Region, Auszeichnung, Verkäufe) | Verkäufe |
| ------------------------- | ---------------------------------------------------------------------- | -------- |
| Vereinigte Staaten (RIAA) | Gold                                                                   | 500.000  |
| Insgesamt                 | 1× Gold ·                                                              | 500.000  |

### Gorilla
| Land/Region                  | Auszeichnungen für Musikverkäufe (Land/Region, Auszeichnung, Verkäufe) | Verkäufe  |
| ---------------------------- | ---------------------------------------------------------------------- | --------- |
| Australien (ARIA)            | Gold                                                                   | 35.000    |
| Kanada (MC)                  | Gold                                                                   | 40.000    |
| Vereinigte Staaten (RIAA)    | Platin                                                                 | 1.000.000 |
| Vereinigtes Königreich (BPI) | Silber                                                                 | 200.000   |
| Insgesamt                    | 1× Silber · 2× Gold · 1× Platin ·                                      | 1.275.000 |

### Young Girls
| Land/Region               | Auszeichnungen für Musikverkäufe (Land/Region, Auszeichnung, Verkäufe) | Verkäufe  |
| ------------------------- | ---------------------------------------------------------------------- | --------- |
| Australien (ARIA)         | Gold                                                                   | 35.000    |
| Kanada (MC)               | Gold                                                                   | 40.000    |
| Neuseeland (RMNZ)         | Gold                                                                   | 7.500     |
| Vereinigte Staaten (RIAA) | Platin                                                                 | 1.000.000 |
| Insgesamt                 | 3× Gold · 1× Platin ·                                                  | 1.082.500 |

### Uptown Funk
| Land/Region                  | Auszeichnungen für Musikverkäufe (Land/Region, Auszeichnung, Verkäufe) | Verkäufe   |
| ---------------------------- | ---------------------------------------------------------------------- | ---------- |
| Australien (ARIA)            | 22× Platin                                                             | 1.540.000  |
| Belgien (BRMA)               | 3× Platin                                                              | 90.000     |
| Dänemark (IFPI)              | 3× Platin                                                              | 270.000    |
| Deutschland (BVMI)           | Platin                                                                 | 400.000    |
| Frankreich (SNEP)            | Diamant                                                                | 436.000    |
| Italien (FIMI)               | 5× Platin                                                              | 150.000    |
| Japan (RIAJ)                 | Gold                                                                   | 100.000    |
| Kanada (MC)                  | Diamant                                                                | 800.000    |
| Malaysia (RIM)               | Gold                                                                   | 100.000    |
| Mexiko (AMPROFON)            | 2× Diamant · + Platin                                                  | 660.000    |
| Neuseeland (RMNZ)            | 9× Platin                                                              | 270.000    |
| Niederlande (NVPI)           | Platin                                                                 | 30.000     |
| Norwegen (IFPI)              | 3× Platin                                                              | 120.000    |
| Österreich (IFPI)            | Gold                                                                   | 15.000     |
| Schweden (IFPI)              | Platin                                                                 | 40.000     |
| Spanien (Promusicae)         | 4× Platin                                                              | 160.000    |
| Vereinigte Staaten (RIAA)    | 11× Platin                                                             | 11.000.000 |
| Vereinigtes Königreich (BPI) | 7× Platin                                                              | 4.200.000  |
| Insgesamt                    | 3× Gold · 61× Platin · 5× Diamant ·                                    | 20.461.000 |

### 24K Magic
| Land/Region                  | Auszeichnungen für Musikverkäufe (Land/Region, Auszeichnung, Verkäufe) | Verkäufe  |
| ---------------------------- | ---------------------------------------------------------------------- | --------- |
| Australien (ARIA)            | 5× Platin                                                              | 350.000   |
| Belgien (BRMA)               | Platin                                                                 | 30.000    |
| Brasilien (PMB)              | Diamant                                                                | 160.000   |
| Dänemark (IFPI)              | 2× Platin                                                              | 180.000   |
| Deutschland (BVMI)           | Platin                                                                 | 400.000   |
| Frankreich (SNEP)            | Diamant                                                                | 233.333   |
| Italien (FIMI)               | 2× Platin                                                              | 100.000   |
| Japan (RIAJ)                 | Gold                                                                   | 100.000   |
| Kanada (MC)                  | 6× Platin                                                              | 480.000   |
| Neuseeland (RMNZ)            | 5× Platin                                                              | 150.000   |
| Polen (ZPAV)                 | Platin                                                                 | 50.000    |
| Portugal (AFP)               | Platin                                                                 | 10.000    |
| Schweden (IFPI)              | Platin                                                                 | 40.000    |
| Schweiz (IFPI)               | Gold                                                                   | 15.000    |
| Spanien (Promusicae)         | 2× Platin                                                              | 80.000    |
| Vereinigte Staaten (RIAA)    | 5× Platin                                                              | 5.000.000 |
| Vereinigtes Königreich (BPI) | 3× Platin                                                              | 1.800.000 |
| Insgesamt                    | 2× Gold · 35× Platin · 2× Diamant ·                                    | 9.178.333 |

### That’s What I Like
| Land/Region                  | Auszeichnungen für Musikverkäufe (Land/Region, Auszeichnung, Verkäufe) | Verkäufe   |
| ---------------------------- | ---------------------------------------------------------------------- | ---------- |
| Australien (ARIA)            | 4× Platin                                                              | 280.000    |
| Belgien (BRMA)               | Platin                                                                 | 30.000     |
| Brasilien (PMB)              | Diamant                                                                | 160.000    |
| Dänemark (IFPI)              | 2× Platin                                                              | 180.000    |
| Frankreich (SNEP)            | Diamant                                                                | 333.333    |
| Deutschland (BVMI)           | Gold                                                                   | 200.000    |
| Italien (FIMI)               | Platin                                                                 | 50.000     |
| Kanada (MC)                  | 7× Platin                                                              | 560.000    |
| Neuseeland (RMNZ)            | 8× Platin                                                              | 240.000    |
| Polen (ZPAV)                 | 2× Platin                                                              | 100.000    |
| Portugal (AFP)               | 4× Platin                                                              | 40.000     |
| Schweden (IFPI)              | Gold                                                                   | 20.000     |
| Spanien (Promusicae)         | 2× Platin                                                              | 120.000    |
| Vereinigte Staaten (RIAA)    | Diamant                                                                | 10.000.000 |
| Vereinigtes Königreich (BPI) | 3× Platin                                                              | 1.800.000  |
| Insgesamt                    | 2× Gold · 34× Platin · 3× Diamant ·                                    | 14.113.333 |

### Versace on the Floor
| Land/Region                  | Auszeichnungen für Musikverkäufe (Land/Region, Auszeichnung, Verkäufe) | Verkäufe  |
| ---------------------------- | ---------------------------------------------------------------------- | --------- |
| Australien (ARIA)            | 2× Platin                                                              | 140.000   |
| Brasilien (PMB)              | Gold                                                                   | 20.000    |
| Dänemark (IFPI)              | Platin                                                                 | 90.000    |
| Frankreich (SNEP)            | Gold                                                                   | 66.666    |
| Italien (FIMI)               | Platin                                                                 | 50.000    |
| Kanada (MC)                  | 2× Platin                                                              | 160.000   |
| Neuseeland (RMNZ)            | 3× Platin                                                              | 90.000    |
| Polen (ZPAV)                 | Gold                                                                   | 25.000    |
| Portugal (AFP)               | Platin                                                                 | 10.000    |
| Spanien (Promusicae)         | Gold                                                                   | 30.000    |
| Vereinigte Staaten (RIAA)    | 2× Platin                                                              | 2.000.000 |
| Vereinigtes Königreich (BPI) | Platin                                                                 | 600.000   |
| Insgesamt                    | 4× Gold · 13× Platin ·                                                 | 3.281.666 |

### Finesse (Remix)
| Land/Region                  | Auszeichnungen für Musikverkäufe (Land/Region, Auszeichnung, Verkäufe) | Verkäufe  |
| ---------------------------- | ---------------------------------------------------------------------- | --------- |
| Australien (ARIA)            | 3× Platin                                                              | 210.000   |
| Belgien (BRMA)               | Gold                                                                   | 15.000    |
| Dänemark (IFPI)              | Platin                                                                 | 90.000    |
| Deutschland (BVMI)           | Gold                                                                   | 200.000   |
| Frankreich (SNEP)            | Platin                                                                 | 200.000   |
| Italien (FIMI)               | Gold                                                                   | 25.000    |
| Neuseeland (RMNZ)            | 5× Platin                                                              | 150.000   |
| Polen (ZPAV)                 | Gold                                                                   | 25.000    |
| Portugal (AFP)               | Platin                                                                 | 10.000    |
| Schweiz (IFPI)               | Gold                                                                   | 10.000    |
| Spanien (Promusicae)         | Platin                                                                 | 60.000    |
| Vereinigte Staaten (RIAA)    | 4× Platin                                                              | 4.000.000 |
| Vereinigtes Königreich (BPI) | 2× Platin                                                              | 1.200.000 |
| Insgesamt                    | 5× Gold · 18× Platin ·                                                 | 6.195.000 |

### Wake Up in the Sky
| Land/Region                  | Auszeichnungen für Musikverkäufe (Land/Region, Auszeichnung, Verkäufe) | Verkäufe  |
| ---------------------------- | ---------------------------------------------------------------------- | --------- |
| Australien (ARIA)            | Platin                                                                 | 70.000    |
| Dänemark (IFPI)              | Gold                                                                   | 45.000    |
| Frankreich (SNEP)            | Gold                                                                   | 100.000   |
| Italien (FIMI)               | Gold                                                                   | 50.000    |
| Neuseeland (RMNZ)            | 2× Platin                                                              | 60.000    |
| Polen (ZPAV)                 | Platin                                                                 | 50.000    |
| Portugal (AFP)               | Gold                                                                   | 5.000     |
| Vereinigte Staaten (RIAA)    | 6× Platin                                                              | 6.000.000 |
| Vereinigtes Königreich (BPI) | Silber                                                                 | 200.000   |
| Insgesamt                    | 1× Silber · 4× Gold · 10× Platin ·                                     | 6.580.000 |

### Please Me
| Land/Region                  | Auszeichnungen für Musikverkäufe (Land/Region, Auszeichnung, Verkäufe) | Verkäufe  |
| ---------------------------- | ---------------------------------------------------------------------- | --------- |
| Australien (ARIA)            | 3× Platin                                                              | 210.000   |
| Dänemark (IFPI)              | Gold                                                                   | 45.000    |
| Frankreich (SNEP)            | Gold                                                                   | 100.000   |
| Kanada (MC)                  | 2× Platin                                                              | 160.000   |
| Neuseeland (RMNZ)            | 2× Platin                                                              | 60.000    |
| Portugal (AFP)               | Gold                                                                   | 5.000     |
| Vereinigte Staaten (RIAA)    | 3× Platin                                                              | 3.000.000 |
| Vereinigtes Königreich (BPI) | Gold                                                                   | 400.000   |
| Insgesamt                    | 4× Gold · 10× Platin ·                                                 | 3.980.000 |

### Blow
| Land/Region                  | Auszeichnungen für Musikverkäufe (Land/Region, Auszeichnung, Verkäufe) | Verkäufe |
| ---------------------------- | ---------------------------------------------------------------------- | -------- |
| Kanada (MC)                  | Platin                                                                 | 80.000   |
| Vereinigtes Königreich (BPI) | Silber                                                                 | 200.000  |
| Insgesamt                    | 1× Silber · 1× Platin ·                                                | 280.000  |

### Leave the Door Open
| Land/Region                  | Auszeichnungen für Musikverkäufe (Land/Region, Auszeichnung, Verkäufe) | Verkäufe  |
| ---------------------------- | ---------------------------------------------------------------------- | --------- |
| Australien (ARIA)            | Gold                                                                   | 35.000    |
| Brasilien (PMB)              | 2× Diamant                                                             | 320.000   |
| Dänemark (IFPI)              | Platin                                                                 | 90.000    |
| Frankreich (SNEP)            | Diamant                                                                | 333.333   |
| Italien (FIMI)               | Platin                                                                 | 100.000   |
| Kanada (MC)                  | 3× Platin                                                              | 240.000   |
| Neuseeland (RMNZ)            | 4× Platin                                                              | 120.000   |
| Niederlande (NVPI)           | Gold                                                                   | 40.000    |
| Polen (ZPAV)                 | Platin                                                                 | 50.000    |
| Portugal (AFP)               | 3× Platin                                                              | 30.000    |
| Spanien (Promusicae)         | Platin                                                                 | 60.000    |
| Vereinigte Staaten (RIAA)    | 2× Platin                                                              | 2.000.000 |
| Vereinigtes Königreich (BPI) | Platin                                                                 | 600.000   |
| Insgesamt                    | 2× Gold · 18× Platin · 3× Diamant ·                                    | 4.018.333 |

### Skate
| Land/Region                  | Auszeichnungen für Musikverkäufe (Land/Region, Auszeichnung, Verkäufe) | Verkäufe |
| ---------------------------- | ---------------------------------------------------------------------- | -------- |
| Brasilien (PMB)              | Platin                                                                 | 40.000   |
| Kanada (MC)                  | Gold                                                                   | 40.000   |
| Vereinigtes Königreich (BPI) | Silber                                                                 | 200.000  |
| Insgesamt                    | 1× Silber · 1× Gold · 1× Platin ·                                      | 280.000  |

### Smokin Out the Window
| Land/Region                  | Auszeichnungen für Musikverkäufe (Land/Region, Auszeichnung, Verkäufe) | Verkäufe  |
| ---------------------------- | ---------------------------------------------------------------------- | --------- |
| Brasilien (PMB)              | Platin                                                                 | 40.000    |
| Dänemark (IFPI)              | Gold                                                                   | 45.000    |
| Kanada (MC)                  | Platin                                                                 | 80.000    |
| Neuseeland (RMNZ)            | Gold                                                                   | 15.000    |
| Portugal (AFP)               | Gold                                                                   | 5.000     |
| Vereinigte Staaten (RIAA)    | 2× Platin                                                              | 2.000.000 |
| Vereinigtes Königreich (BPI) | Silber                                                                 | 200.000   |
| Insgesamt                    | 1× Silber · 3× Gold · 4× Platin ·                                      | 2.345.000 |

### Die with a Smile
| Land/Region                  | Auszeichnungen für Musikverkäufe (Land/Region, Auszeichnung, Verkäufe) | Verkäufe  |
| ---------------------------- | ---------------------------------------------------------------------- | --------- |
| Australien (ARIA)            | 6× Platin                                                              | 420.000   |
| Belgien (BRMA)               | 2× Platin                                                              | 80.000    |
| Brasilien (PMB)              | 5× Diamant                                                             | 800.000   |
| Dänemark (IFPI)              | Platin                                                                 | 90.000    |
| Deutschland (BVMI)           | Gold                                                                   | 300.000   |
| Frankreich (SNEP)            | Diamant                                                                | 333.333   |
| Griechenland (IFPI)          | 3× Platin                                                              | 60.000    |
| Italien (FIMI)               | Platin                                                                 | 100.000   |
| Kanada (MC)                  | 4× Platin                                                              | 320.000   |
| Neuseeland (RMNZ)            | 4× Platin                                                              | 120.000   |
| Norwegen (IFPI)              | Platin                                                                 | 60.000    |
| Österreich (IFPI)            | Platin                                                                 | 30.000    |
| Polen (ZPAV)                 | 3× Platin                                                              | 150.000   |
| Portugal (AFP)               | 6× Platin                                                              | 60.000    |
| Schweiz (IFPI)               | Platin                                                                 | 30.000    |
| Spanien (Promusicae)         | 2× Platin                                                              | 120.000   |
| Vereinigtes Königreich (BPI) | 2× Platin                                                              | 1.200.000 |
| Zentralamerika (CFC)         | 3× Platin                                                              | 210.000   |
| Insgesamt                    | 1× Gold · 40× Platin · 6× Diamant ·                                    | 4.483.333 |

### Apt.
| Land/Region                  | Auszeichnungen für Musikverkäufe (Land/Region, Auszeichnung, Verkäufe) | Verkäufe  |
| ---------------------------- | ---------------------------------------------------------------------- | --------- |
| Australien (ARIA)            | 8× Platin                                                              | 560.000   |
| Dänemark (IFPI)              | Platin                                                                 | 90.000    |
| Deutschland (BVMI)           | Gold                                                                   | 300.000   |
| Frankreich (SNEP)            | Diamant                                                                | 333.333   |
| Italien (FIMI)               | Platin                                                                 | 200.000   |
| Japan (RIAJ)                 | Gold                                                                   | 100.000   |
| Kanada (MC)                  | 5× Platin                                                              | 400.000   |
| Neuseeland (RMNZ)            | 3× Platin                                                              | 90.000    |
| Österreich (IFPI)            | Platin                                                                 | 30.000    |
| Polen (ZPAV)                 | 3× Platin                                                              | 375.000   |
| Portugal (AFP)               | 4× Platin                                                              | 40.000    |
| Schweiz (IFPI)               | 2× Platin                                                              | 60.000    |
| Spanien (Promusicae)         | 2× Platin                                                              | 120.000   |
| Vereinigte Staaten (RIAA)    | Platin                                                                 | 1.000.000 |
| Vereinigtes Königreich (BPI) | 2× Platin                                                              | 1.200.000 |
| Insgesamt                    | 2× Gold · 33× Platin · 1× Diamant ·                                    | 4.898.333 |

## Auszeichnungen nach Liedern

### The Other Side
| Land/Region               | Auszeichnungen für Musikverkäufe (Land/Region, Auszeichnung, Verkäufe) | Verkäufe |
| ------------------------- | ---------------------------------------------------------------------- | -------- |
| Vereinigte Staaten (RIAA) | Gold                                                                   | 500.000  |
| Insgesamt                 | 1× Gold ·                                                              | 500.000  |

### Talking to the Moon
| Land/Region               | Auszeichnungen für Musikverkäufe (Land/Region, Auszeichnung, Verkäufe) | Verkäufe  |
| ------------------------- | ---------------------------------------------------------------------- | --------- |
| Dänemark (IFPI)           | Platin                                                                 | 90.000    |
| Deutschland (BVMI)        | Gold                                                                   | 300.000   |
| Frankreich (SNEP)         | Platin                                                                 | 200.000   |
| Italien (FIMI)            | Platin                                                                 | 100.000   |
| Neuseeland (RMNZ)         | 3× Platin                                                              | 90.000    |
| Portugal (AFP)            | Platin                                                                 | 10.000    |
| Spanien (Promusicae)      | Platin                                                                 | 60.000    |
| Vereinigte Staaten (RIAA) | 2× Platin                                                              | 2.000.000 |
| Insgesamt                 | 1× Gold · 10× Platin ·                                                 | 2.850.000 |

### Natalie
| Land/Region       | Auszeichnungen für Musikverkäufe (Land/Region, Auszeichnung, Verkäufe) | Verkäufe |
| ----------------- | ---------------------------------------------------------------------- | -------- |
| Neuseeland (RMNZ) | Gold                                                                   | 7.500    |
| Insgesamt         | 1× Gold ·                                                              | 7.500    |

### Chunky
| Land/Region                  | Auszeichnungen für Musikverkäufe (Land/Region, Auszeichnung, Verkäufe) | Verkäufe |
| ---------------------------- | ---------------------------------------------------------------------- | -------- |
| Neuseeland (RMNZ)            | 2× Platin                                                              | 60.000   |
| Vereinigte Staaten (RIAA)    | Gold                                                                   | 500.000  |
| Vereinigtes Königreich (BPI) | Silber                                                                 | 200.000  |
| Insgesamt                    | 1× Silber · 1× Gold · 2× Platin ·                                      | 760.000  |

### Perm
| Land/Region                  | Auszeichnungen für Musikverkäufe (Land/Region, Auszeichnung, Verkäufe) | Verkäufe |
| ---------------------------- | ---------------------------------------------------------------------- | -------- |
| Vereinigtes Königreich (BPI) | Silber                                                                 | 200.000  |
| Insgesamt                    | 1× Silber ·                                                            | 200.000  |

### Straight Up & Down
| Land/Region       | Auszeichnungen für Musikverkäufe (Land/Region, Auszeichnung, Verkäufe) | Verkäufe |
| ----------------- | ---------------------------------------------------------------------- | -------- |
| Neuseeland (RMNZ) | Gold                                                                   | 15.000   |
| Insgesamt         | 1× Gold ·                                                              | 15.000   |

## Auszeichnungen nach Autorenbeteiligungen und Produktionen

### Right Round(Flo Ridafeat.Kesha)
| Land/Region                  | Auszeichnungen für Musikverkäufe (Land/Region, Auszeichnung, Verkäufe) | Verkäufe   |
| ---------------------------- | ---------------------------------------------------------------------- | ---------- |
| Australien (ARIA)            | 3× Platin                                                              | 210.000    |
| Dänemark (IFPI)              | Platin                                                                 | 30.000     |
| Deutschland (BVMI)           | Platin                                                                 | 300.000    |
| Finnland (IFPI)              | Gold                                                                   | 5.552      |
| Italien (FIMI)               | Platin                                                                 | 100.000    |
| Japan (RIAJ)                 | Gold                                                                   | 100.000    |
| Kanada (MC)                  | 4× Platin                                                              | 320.000    |
| Neuseeland (RMNZ)            | Platin                                                                 | 15.000     |
| Österreich (IFPI)            | Gold                                                                   | 15.000     |
| Schweiz (IFPI)               | Platin                                                                 | 30.000     |
| Spanien (Promusicae)         | Gold                                                                   | 20.000     |
| Südkorea (KMCA)              | —                                                                      | 115.295    |
| Vereinigte Staaten (RIAA)    | 8× Platin (Single) · + Gold (Mastertone)                               | 8.500.000  |
| Vereinigtes Königreich (BPI) | Platin                                                                 | 600.000    |
| Insgesamt                    | 5× Gold · 21× Platin ·                                                 | 10.360.847 |

### Hot Mess (Cobra Starship)
| Land/Region               | Auszeichnungen für Musikverkäufe (Land/Region, Auszeichnung, Verkäufe) | Verkäufe |
| ------------------------- | ---------------------------------------------------------------------- | -------- |
| Vereinigte Staaten (RIAA) | Gold                                                                   | 500.000  |
| Insgesamt                 | 1× Gold ·                                                              | 500.000  |

### Wavin’ Flag(K’naan)
| Land/Region                  | Auszeichnungen für Musikverkäufe (Land/Region, Auszeichnung, Verkäufe) | Verkäufe  |
| ---------------------------- | ---------------------------------------------------------------------- | --------- |
| Brasilien (PMB)              | Platin                                                                 | 60.000    |
| Deutschland (BVMI)           | 3× Gold                                                                | 450.000   |
| Italien (FIMI)               | Gold                                                                   | 30.000    |
| Kanada (MC)                  | 3× Platin                                                              | 120.000   |
| Schweiz (IFPI)               | 2× Platin                                                              | 60.000    |
| Spanien (Promusicae)         | Platin                                                                 | 40.000    |
| Vereinigtes Königreich (BPI) | Platin                                                                 | 600.000   |
| Insgesamt                    | 2× Gold · 9× Platin ·                                                  | 1.360.000 |

### Fuck You!(CeeLo Green)
| Land/Region                  | Auszeichnungen für Musikverkäufe (Land/Region, Auszeichnung, Verkäufe) | Verkäufe  |
| ---------------------------- | ---------------------------------------------------------------------- | --------- |
| Australien (ARIA)            | 3× Platin                                                              | 210.000   |
| Dänemark (IFPI)              | Platin                                                                 | 60.000    |
| Kanada (MC)                  | 4× Platin                                                              | 320.000   |
| Neuseeland (RMNZ)            | Platin                                                                 | 15.000    |
| Österreich (IFPI)            | Gold                                                                   | 15.000    |
| Vereinigte Staaten (RIAA)    | 7× Platin                                                              | 7.000.000 |
| Vereinigtes Königreich (BPI) | 3× Platin                                                              | 1.800.000 |
| Insgesamt                    | 1× Gold · 19× Platin ·                                                 | 9.320.000 |

### Rocketeer(Far East Movement)
| Land/Region       | Auszeichnungen für Musikverkäufe (Land/Region, Auszeichnung, Verkäufe) | Verkäufe |
| ----------------- | ---------------------------------------------------------------------- | -------- |
| Australien (ARIA) | Platin                                                                 | 70.000   |
| Kanada (MC)       | Platin                                                                 | 80.000   |
| Neuseeland (RMNZ) | Gold                                                                   | 7.500    |
| Insgesamt         | 1× Gold · 2× Platin ·                                                  | 157.500  |

### Bow Chicka Wow Wow (Mike Posnerfeat.Lil Wayne)
| Land/Region               | Auszeichnungen für Musikverkäufe (Land/Region, Auszeichnung, Verkäufe) | Verkäufe  |
| ------------------------- | ---------------------------------------------------------------------- | --------- |
| Vereinigte Staaten (RIAA) | Platin                                                                 | 1.000.000 |
| Insgesamt                 | 1× Platin ·                                                            | 1.000.000 |

### Bellas Finals (The Barden Bellas)
| Land/Region               | Auszeichnungen für Musikverkäufe (Land/Region, Auszeichnung, Verkäufe) | Verkäufe |
| ------------------------- | ---------------------------------------------------------------------- | -------- |
| Vereinigte Staaten (RIAA) | Gold                                                                   | 500.000  |
| Insgesamt                 | 1× Gold ·                                                              | 500.000  |

### Can We Dance (The Vamps)
| Land/Region                  | Auszeichnungen für Musikverkäufe (Land/Region, Auszeichnung, Verkäufe) | Verkäufe |
| ---------------------------- | ---------------------------------------------------------------------- | -------- |
| Australien (ARIA)            | Platin                                                                 | 70.000   |
| Vereinigtes Königreich (BPI) | Platin                                                                 | 600.000  |
| Insgesamt                    | 2× Platin ·                                                            | 670.000  |

### All I Ask (Adele)
| Land/Region                  | Auszeichnungen für Musikverkäufe (Land/Region, Auszeichnung, Verkäufe) | Verkäufe |
| ---------------------------- | ---------------------------------------------------------------------- | -------- |
| Brasilien (PMB)              | Gold                                                                   | 30.000   |
| Dänemark (IFPI)              | Gold                                                                   | 45.000   |
| Kanada (MC)                  | 2× Platin                                                              | 160.000  |
| Portugal (AFP)               | Gold                                                                   | 5.000    |
| Spanien (Promusicae)         | Gold                                                                   | 30.000   |
| Vereinigtes Königreich (BPI) | Platin                                                                 | 600.000  |
| Insgesamt                    | 4× Gold · 3× Platin ·                                                  | 870.000  |

### To the Moon (Jnr Choi)
| Land/Region                  | Auszeichnungen für Musikverkäufe (Land/Region, Auszeichnung, Verkäufe) | Verkäufe  |
| ---------------------------- | ---------------------------------------------------------------------- | --------- |
| Frankreich (SNEP)            | Platin                                                                 | 200.000   |
| Italien (FIMI)               | Gold                                                                   | 50.000    |
| Kanada (MC)                  | Platin                                                                 | 80.000    |
| Österreich (IFPI)            | Gold                                                                   | 15.000    |
| Portugal (AFP)               | Gold                                                                   | 5.000     |
| Schweiz (IFPI)               | Gold                                                                   | 10.000    |
| Vereinigte Staaten (RIAA)    | Platin                                                                 | 1.000.000 |
| Vereinigtes Königreich (BPI) | Silber                                                                 | 200.000   |
| Insgesamt                    | 1× Silber · 4× Gold · 3× Platin ·                                      | 1.560.000 |

### Weg von mir (Civo)
| Land/Region        | Auszeichnungen für Musikverkäufe (Land/Region, Auszeichnung, Verkäufe) | Verkäufe |
| ------------------ | ---------------------------------------------------------------------- | -------- |
| Deutschland (BVMI) | Gold                                                                   | 200.000  |
| Insgesamt          | 1× Gold ·                                                              | 200.000  |

## Auszeichnungen nach Musikstreamings

### Just the Way You Are
| Land/Region     | Auszeichnungen für Musikverkäufe (Land/Region, Auszeichnung, Verkäufe) | Verkäufe    |
| --------------- | ---------------------------------------------------------------------- | ----------- |
| Dänemark (IFPI) | Platin                                                                 | 100.000     |
| Japan (RIAJ)    | Platin                                                                 | 100.000.000 |
| Insgesamt       | 2× Platin ·                                                            | 100.100.000 |

### Grenade
| Land/Region     | Auszeichnungen für Musikverkäufe (Land/Region, Auszeichnung, Verkäufe) | Verkäufe |
| --------------- | ---------------------------------------------------------------------- | -------- |
| Dänemark (IFPI) | Gold                                                                   | 450.000  |
| Insgesamt       | 1× Gold ·                                                              | 450.000  |

### Marry You
| Land/Region     | Auszeichnungen für Musikverkäufe (Land/Region, Auszeichnung, Verkäufe) | Verkäufe   |
| --------------- | ---------------------------------------------------------------------- | ---------- |
| Dänemark (IFPI) | Gold                                                                   | 450.000    |
| Japan (RIAJ)    | Gold                                                                   | 50.000.000 |
| Insgesamt       | 2× Gold ·                                                              | 50.450.000 |

### The Lazy Song
| Land/Region     | Auszeichnungen für Musikverkäufe (Land/Region, Auszeichnung, Verkäufe) | Verkäufe   |
| --------------- | ---------------------------------------------------------------------- | ---------- |
| Dänemark (IFPI) | Platin                                                                 | 1.800.000  |
| Japan (RIAJ)    | Gold                                                                   | 50.000.000 |
| Insgesamt       | 1× Gold · 1× Platin ·                                                  | 51.800.000 |

### Mirror
| Land/Region     | Auszeichnungen für Musikverkäufe (Land/Region, Auszeichnung, Verkäufe) | Verkäufe  |
| --------------- | ---------------------------------------------------------------------- | --------- |
| Dänemark (IFPI) | 2× Platin                                                              | 1.800.000 |
| Insgesamt       | 2× Platin ·                                                            | 1.800.000 |

### It Will Rain
| Land/Region     | Auszeichnungen für Musikverkäufe (Land/Region, Auszeichnung, Verkäufe) | Verkäufe |
| --------------- | ---------------------------------------------------------------------- | -------- |
| Dänemark (IFPI) | Gold                                                                   | 450.000  |
| Insgesamt       | 1× Gold ·                                                              | 450.000  |

### Runaway Baby
| Land/Region  | Auszeichnungen für Musikverkäufe (Land/Region, Auszeichnung, Verkäufe) | Verkäufe    |
| ------------ | ---------------------------------------------------------------------- | ----------- |
| Japan (RIAJ) | Platin                                                                 | 100.000.000 |
| Insgesamt    | 1× Platin ·                                                            | 100.000.000 |

### Talking to the Moon
| Land/Region  | Auszeichnungen für Musikverkäufe (Land/Region, Auszeichnung, Verkäufe) | Verkäufe   |
| ------------ | ---------------------------------------------------------------------- | ---------- |
| Japan (RIAJ) | Gold                                                                   | 50.000.000 |
| Insgesamt    | 1× Gold ·                                                              | 50.000.000 |

### Young, Wild & Free
| Land/Region     | Auszeichnungen für Musikverkäufe (Land/Region, Auszeichnung, Verkäufe) | Verkäufe  |
| --------------- | ---------------------------------------------------------------------- | --------- |
| Dänemark (IFPI) | 2× Platin                                                              | 1.800.000 |
| Insgesamt       | 2× Platin ·                                                            | 1.800.000 |

### Locked Out of Heaven
| Land/Region          | Auszeichnungen für Musikverkäufe (Land/Region, Auszeichnung, Verkäufe) | Verkäufe   |
| -------------------- | ---------------------------------------------------------------------- | ---------- |
| Dänemark (IFPI)      | 2× Platin                                                              | 3.600.000  |
| Spanien (Promusicae) | Platin                                                                 | 8.000.000  |
| Insgesamt            | 3× Platin ·                                                            | 11.600.000 |

### When I Was Your Man
| Land/Region          | Auszeichnungen für Musikverkäufe (Land/Region, Auszeichnung, Verkäufe) | Verkäufe  |
| -------------------- | ---------------------------------------------------------------------- | --------- |
| Dänemark (IFPI)      | 2× Platin                                                              | 3.600.000 |
| Spanien (Promusicae) | Gold                                                                   | 4.000.000 |
| Insgesamt            | 1× Gold · 2× Platin ·                                                  | 7.600.000 |

### Treasure
| Land/Region          | Auszeichnungen für Musikverkäufe (Land/Region, Auszeichnung, Verkäufe) | Verkäufe   |
| -------------------- | ---------------------------------------------------------------------- | ---------- |
| Dänemark (IFPI)      | Platin                                                                 | 1.800.000  |
| Japan (RIAJ)         | Gold                                                                   | 50.000.000 |
| Spanien (Promusicae) | Gold                                                                   | 4.000.000  |
| Insgesamt            | 2× Gold · 1× Platin ·                                                  | 55.800.000 |

### Uptown Funk
| Land/Region  | Auszeichnungen für Musikverkäufe (Land/Region, Auszeichnung, Verkäufe) | Verkäufe   |
| ------------ | ---------------------------------------------------------------------- | ---------- |
| Japan (RIAJ) | Gold                                                                   | 50.000.000 |
| Insgesamt    | 1× Gold ·                                                              | 50.000.000 |

### 24K Magic
| Land/Region  | Auszeichnungen für Musikverkäufe (Land/Region, Auszeichnung, Verkäufe) | Verkäufe   |
| ------------ | ---------------------------------------------------------------------- | ---------- |
| Japan (RIAJ) | Gold                                                                   | 50.000.000 |
| Insgesamt    | 1× Gold ·                                                              | 50.000.000 |

### That’s What I Like
| Land/Region  | Auszeichnungen für Musikverkäufe (Land/Region, Auszeichnung, Verkäufe) | Verkäufe   |
| ------------ | ---------------------------------------------------------------------- | ---------- |
| Japan (RIAJ) | Gold                                                                   | 50.000.000 |
| Insgesamt    | 1× Gold ·                                                              | 50.000.000 |

### Apt.
| Land/Region     | Auszeichnungen für Musikverkäufe (Land/Region, Auszeichnung, Verkäufe) | Verkäufe    |
| --------------- | ---------------------------------------------------------------------- | ----------- |
| Japan (RIAJ)    | 2× Platin                                                              | 200.000.000 |
| Südkorea (KMCA) | Platin                                                                 | 100.000.000 |
| Insgesamt       | 3× Platin ·                                                            | 300.000.000 |

## Statistik und Quellen
| Land/RegionAuszeichnungen für Musikverkäufe (Land/Region, Auszeichnungen, Verkäufe, Quellen) | Silber     | Gold         | Platin         | Diamant       | Verkäufe    | Quellen                                                   |
| -------------------------------------------------------------------------------------------- | ---------- | ------------ | -------------- | ------------- | ----------- | --------------------------------------------------------- |
| Argentinien (CAPIF)                                                                          | —          | Gold1        | —              | —             | 15.000      | Einzelnachweise                                           |
| Australien (ARIA)                                                                            | —          | 3× Gold3     | 128× Platin128 | —             | 9.065.000   | aria.com.au                                               |
| Belgien (BRMA)                                                                               | —          | 8× Gold8     | 10× Platin10   | —             | 440.000     | ultratop.be                                               |
| Brasilien (PMB)                                                                              | —          | 3× Gold3     | 9× Platin9     | 9× Diamant9   | 1.940.000   | pro-musicabr.org.br                                       |
| Dänemark (IFPI)                                                                              | —          | 13× Gold13   | 58× Platin58   | —             | 3.490.000   | ifpi.dk                                                   |
| Deutschland (BVMI)                                                                           | —          | 18× Gold18   | 15× Platin15   | —             | 7.650.000   | musikindustrie.de                                         |
| Europa (IFPI)                                                                                | —          | —            | 4× Platin4     | —             | (4.000.000) | ifpi.org (Memento vom 1. Januar 2014 im Internet Archive) |
| Finnland (IFPI)                                                                              | —          | Gold1        | —              | —             | 5.552       | ifpi.fi                                                   |
| Frankreich (SNEP)                                                                            | —          | 6× Gold6     | 11× Platin11   | 8× Diamant8   | 5.215.264   | infodisc.fr snepmusique.com                               |
| Griechenland (IFPI)                                                                          | —          | —            | 3× Platin3     | —             | 60.000      | Einzelnachweise                                           |
| Irland (IRMA)                                                                                | —          | —            | 7× Platin7     | —             | 105.000     | irishcharts.ie                                            |
| Italien (FIMI)                                                                               | —          | 5× Gold5     | 33× Platin33   | —             | 1.970.000   | fimi.it                                                   |
| Japan (RIAJ)                                                                                 | —          | 16× Gold16   | 6× Platin6     | —             | 1.400.000   | riaj.or.jp JP2 JP3                                        |
| Kanada (MC)                                                                                  | —          | 3× Gold3     | 89× Platin89   | 3× Diamant3   | 9.600.000   | musiccanada.com                                           |
| Malaysia (RIM)                                                                               | —          | Gold1        | —              | —             | 100.000     | Einzelnachweise                                           |
| Mexiko (AMPROFON)                                                                            | —          | 7× Gold7     | 13× Platin13   | 2× Diamant2   | 1.680.000   | amprofon.com.mx                                           |
| Neuseeland (RMNZ)                                                                            | —          | 5× Gold5     | 128× Platin128 | —             | 3.427.500   | aotearoamusiccharts.co.nz NZ2 NZ3                         |
| Niederlande (NVPI)                                                                           | —          | 3× Gold3     | 2× Platin2     | —             | 155.000     | nvpi.nl                                                   |
| Norwegen (IFPI)                                                                              | —          | Gold1        | 4× Platin4     | —             | 195.000     | ifpi.no                                                   |
| Österreich (IFPI)                                                                            | —          | 10× Gold10   | 6× Platin6     | —             | 297.500     | ifpi.at                                                   |
| Philippinen (PARI)                                                                           | —          | —            | 2× Platin2     | 2× Diamant2   | 330.000     | pari.com.ph                                               |
| Polen (ZPAV)                                                                                 | —          | 3× Gold3     | 11× Platin11   | —             | 835.000     | olis.pl                                                   |
| Portugal (AFP)                                                                               | —          | 7× Gold7     | 37× Platin37   | —             | 415.000     | Einzelnachweise                                           |
| Schweden (IFPI)                                                                              | —          | 3× Gold3     | 10× Platin10   | —             | 460.000     | sverigetopplistan.se                                      |
| Schweiz (IFPI)                                                                               | —          | 8× Gold8     | 16× Platin16   | —             | 580.000     | hitparade.ch                                              |
| Singapur (RIAS)                                                                              | —          | —            | 8× Platin8     | —             | 80.000      | rias.org.sg                                               |
| Spanien (Promusicae)                                                                         | —          | 7× Gold7     | 36× Platin36   | —             | 2.060.000   | elportaldemusica.es ES2                                   |
| Südafrika (RISA)                                                                             | —          | Gold1        | —              | —             | 15.000      | Einzelnachweise                                           |
| Südkorea (KMCA)                                                                              | —          | —            | Platin1        | —             | 1.592.361   | Einzelnachweise                                           |
| Thailand (TECA)                                                                              | —          | Gold1        | Platin1        | —             | 15.000      | Einzelnachweise                                           |
| Ungarn (MAHASZ)                                                                              | —          | Gold1        | Platin1        | —             | 7.000       | slagerlistak.hu                                           |
| Vereinigte Staaten (RIAA)                                                                    | —          | 8× Gold8     | 115× Platin115 | 6× Diamant6   | 179.808.000 | riaa.com                                                  |
| Vereinigtes Königreich (BPI)                                                                 | 8× Silber8 | 2× Gold2     | 72× Platin72   | —             | 41.700.000  | bpi.co.uk                                                 |
| Zentralamerika (CFC)                                                                         | —          | —            | 3× Platin3     | —             | 210.000     | cfc-musica.com                                            |
| Insgesamt                                                                                    | 8× Silber8 | 145× Gold145 | 839× Platin839 | 30× Diamant30 |             |                                                           |